# Musical Opinion
Musical Opinion ist eine Zeitschrift für Klassische Musik, die in Großbritannien herausgegeben und produziert wird. Sie erscheint vierteljährlich.

## Geschichte und Profil
Die Zeitschrift erschien erstmals im September 1877 und gehört damit zu den ältesten Zeitschriften dieser Art in Großbritannien. Gleich im ersten Jahr erschien ein Beitrag über Johannes Brahms und seine Sinfonie Nr. 2 D-Dur op. 73, die am 30. Dezember 1877 in Wien zur Uraufführung gelangte. Ein weiterer Beitrag widmete sich seinem Violinkonzert D-Dur op. 77, das erstmals am 1. Januar 1879 in Leipzig erklang.
Die Oktober-Ausgabe von 1936 enthielt ein Interview mit Sergej Rachmaninow und setzte sich für den jungen William Walton ein.
Bis 1927 fungierte Arthur W. Fitzsimmons (gest. 1948) als Herausgeber, sein Nachfolger wurde der Komponist Havergal Brian, der das Amt bis 1940 innehatte. Zu den regelmäßigen Mitwirkenden gehörten zu dieser Zeit Gerald Abraham, Eric Blom, Michel Calvocoressi, Arthur Eaglefield Hull, Alfred Kalmus, Basil Maine und Percy Scholes.
1921 startete Musical Opinion das Schwestermagazin The Organ.
1984 und 2009 wurde Musical Opinion von Denby Richards herausgegeben. Im April 2009 folgte Robert Matthew-Walker als Herausgeber.
Musical Opinion erschien zunächst monatlich. In den 1990er Jahren bedrohten jedoch steigende Produktions- und Postkosten das Überleben des Magazins, so dass es seit 1994 nur noch vierteljährlich veröffentlicht wird.